# Alexei Michailowitsch Reunkow
Alexei Michailowitsch Reunkow (russisch Алексей Михайлович Реунков, wiss. Transliteration Aleksej Michajlovič Reunkov; englische Schreibweise Aleksey Reunkov; * 28. Januar 1984 in Slatoust) ist ein russischer Langstreckenläufer.

## Leben
Reunkow bestritt bei den Olympischen Sommerspielen 2012 in London den Marathon, den er auf dem 14. Platz in 2:13:49 h beendete. Bei den Leichtathletik-Europameisterschaften 2014 in Zürich gewann er die Bronzemedaille im Marathonlauf in 2:12:15 h.

## Persönliche Bestleistungen

### Freiluft
- 3000 m: 7:58,41 min, 9. Juli 2004, Kasan
- 5000 m: 13:44,37 min, 31. Juli 2007, Tula
- 10.000 m: 28:21,68 min, 8. Juli 2009, Belgrad
- Halbmarathon: 1:03:00 h, 30. Oktober 2001, Warschau
- Marathon: 2:09:54 h, 30. Oktober 2011, Frankfurt am Main

### Halle
- 1500 m: 3:46,53 min, 24. Januar 2007, Moskau
- 3000 m: 7:56,95 min, 24. Januar 2006, Moskau
- 2 Meilen: 8:38,57 min, 28. Januar 2007, Moskau